# Cornelis Boelens
Cornelis Jacobus Boelens (Den Ham 21 april 1775 - aldaar 10 augustus 1822) was een boer en bestuurder uit de Groningse gemeente Aduard. Boelens stamde uit een boerengeslacht dat na de Reformatie katholiek was gebleven. Rechten die zij hadden als eigenaar van edele heerden konden zij als katholiek niet uitoefenen. In de streek waar Cornelis woonde waren deze rechten verkocht aan de familie Lewe van Aduard.
De vader van Cornelis, Jacobus Cornelis Boelens, sloot zich in de tweede helft van de achttiende eeuw aan bij de patriotten. Vader werd in 1795, als enige katholiek in het Westerkwartier, gekozen tot lid van de volksvertegenwoordiging van de Bataafsche Republiek. Een jaar later wordt ook Cornelis tot dat ambt geroepen.
In 1798 koopt Cornelis de borg Piloersema die tot dan in het bezit van de familie van zijn echtgenote was geweest. Hij wordt in datzelfde jaar lid van het plaatselijk bestuur van Aduard, dat in de plaats treedt van de oude structuur waarbij Aduard een staande rechtstoel was, in het bezit van de familie Lewe. In 1813 wordt hij de tweede burgemeester van de in 1811 opgerichte gemeente Aduard. Hij zal dat tot zijn dood in 1822 blijven.
Naast zijn bestuurlijke werk heeft Cornelis enige faam als verzamelaar van boeken. Bij zijn dood viel zijn, voor die tijd voor een boer, omvangrijke collectie in zijn nalatenschap, waardoor de samenstelling bewaard is gebleven. Zijn verzameling omvatte meerdere titels die door katholieken eigenlijk niet gelezen mochten worden omdat ze op de Index stonden. Zijn nalatenschap was overigens negatief, wellicht mede omdat hij in 1815 verschillende goederen en rechten, waaronder de staande jurisdictie over Aduard en de schepperij over Den Ham, had gekocht uit de boedel van Lewe van Aduard. Wellicht speculeerde hij op de mogelijkheid van een terugkeer naar de tijden van de Republiek, maar toen dat niet gebeurde bleken deze rechten waardeloos te zijn.